# 23520 Ludwigbechstein
23520 Ludwigbechstein (1992 SM26) là một tiểu hành tinh vành đai chính được phát hiện ngày 23 tháng 9 năm 1992 bởi F. Borngen ở Tautenburg.